# Campionato asiatico e oceaniano maschile di pallavolo 2021
Il campionato asiatico e oceaniano maschile di pallavolo 2021 si è svolto dal 12 al 19 settembre 2021 a Chiba e Funabashi, in Giappone: al torneo hanno partecipato sedici squadre nazionali asiatiche e oceaniane e la vittoria finale è andata per la quarta volta, la seconda consecutiva, all'Iran.

## Impianti
|                                                                     |                                                                        |  |
|                                                                     |                                                                        |  |
| Chiba Port Arena Città: Chiba Capienza: 7 512 Anno d'apertura: 1991 | Funabashi Arena Città: Funabashi Capienza: 4 368 Anno d'apertura: 1993 |  |

## Regolamento

### Formula
La formula ha previsto: 
- Prima fase, disputata con girone all'italiana: le prime due classificate del girone A e C hanno acceduto al girone E e le prime due classificate del girone B e D hanno acceduto al girone F, mentre le ultime due classificate del girone A e C hanno acceduto al girone G e le ultime due classificate del girone B e D hanno acceduto al girone H.
- Seconda fase, disputata con girone all'italiana, conservando il risultato dello scontro diretto: le prime due classificate del girone E e F hanno acceduto alla fase finale per il primo posto e le ultime due classificate del girone E e F hanno acceduto alla fase finale per il quinto posto, mentre le prime due classificate del girone G e H hanno acceduto alla fase finale per il nono posto e le ultime due classificate del girone G e H hanno acceduto alla fase finale per il tredicesimo posto.
- Fase finale, disputata con:
  - Fase finale per il primo posto, giocata con semifinali, finale per il terzo posto e finale.
  - Fase finale per il quinto posto, giocata con semifinali, finale per il settimo posto e finale per il quinto posto.
  - Fase finale per il nono posto, giocata con semifinali, finale per l'undicesimo posto e finale per il nono posto.
  - Fase finale per il tredicesimo posto, giocata con semifinali, finale per il quindicesimo posto e finale per il tredicesimo posto.

### Criteri di classifica
Se il risultato finale è stato di 3-0 o 3-1 sono stati assegnati 3 punti alla squadra vincente e 0 a quella sconfitta, se il risultato finale è stato di 3-2 sono stati assegnati 2 punti alla squadra vincente e 1 a quella sconfitta.
L'ordine del posizionamento in classifica è stato definito in base a:
- Numero di partite vinte;
- Punti;
- Ratio dei set vinti/persi;
- Ratio dei punti realizzati/subiti;
- Risultati degli scontri diretti.

## Squadre partecipanti
| Squadra        | Qualificazione                                 | Ultima partecipazione    |
| -------------- | ---------------------------------------------- | ------------------------ |
| Arabia Saudita | Wild card                                      | Indonesia 2017           |
| Australia      | 2ª al campionato asiatico e oceaniano 2019     | Iran 2019                |
| Bahrein        | Wild card                                      | Iran 2015                |
| Cina           | 6ª al campionato asiatico e oceaniano 2019     | Iran 2019                |
| Corea del Sud  | 4ª al campionato asiatico e oceaniano 2019     | Iran 2019                |
| Giappone       | Paese organizzatore                            | Iran 2019                |
| Hong Kong      | Wild card                                      | Iran 2019                |
| India          | 8ª al campionato asiatico e oceaniano 2019     | Iran 2019                |
| Iran           | 1ª al campionato asiatico e oceaniano 2019     | Iran 2019                |
| Kazakistan     | 10ª al campionato asiatico e oceaniano 2019    | Iran 2019                |
| Kuwait         | Wild card                                      | Iran 2019                |
| Pakistan       | 7ª al campionato asiatico e oceaniano 2019     | Iran 2019                |
| Qatar          | 9ª al campionato asiatico e oceaniano 2019     | Iran 2019                |
| Sri Lanka      | 1ª al torneo di qualificazione (Asia centrale) | Iran 2019                |
| Taipei cinese  | 5ª al campionato asiatico e oceaniano 2019     | Iran 2019                |
| Thailandia     | Wild card                                      | Iran 2019                |
| Uzbekistan     | 2ª al torneo di qualificazione (Asia centrale) | Emirati Arabi Uniti 2013 |

## Torneo

### Prima fase
| Girone A | Girone B   | Girone C   | Girone D       |
| -------- | ---------- | ---------- | -------------- |
| Bahrein  | Hong Kong  | Australia  | Arabia Saudita |
| Giappone | Iran       | Cina       | Corea del Sud  |
| India    | Pakistan   | Kuwait     | Kazakistan     |
| Qatar    | Thailandia | Uzbekistan | Taipei cinese  |

#### Girone A

##### Risultati
| 12 settembre 2021 Chiba Port Arena, Chiba Durata: 1h:31 - Spettatori: ?     | Bahrein  | 3 - 0 | India    | 27-25, 25-21, 25-21        |
| 12 settembre 2021 Chiba Port Arena, Chiba Durata: 1h:27 - Spettatori: ?     | Giappone | 3 - 0 | Qatar    | 25-20, 25-23, 25-21        |
| 13 settembre 2021 Chiba Port Arena, Chiba Durata: 1h:20 - Spettatori: 212   | India    | 0 - 3 | Qatar    | 22-25, 14-25, 20-25        |
| 13 settembre 2021 Chiba Port Arena, Chiba Durata: 1h:42 - Spettatori: 2 315 | Bahrein  | 1 - 3 | Giappone | 25-23, 17-25, 23-25, 16-25 |
| 14 settembre 2021 Chiba Port Arena, Chiba Durata: 1h:24 - Spettatori: ?     | Qatar    | 3 - 0 | Bahrein  | 25-19, 25-20, 26-24        |
| 14 settembre 2021 Chiba Port Arena, Chiba Durata: 1h:08 - Spettatori: ?     | Giappone | 3 - 0 | India    | 25-15, 25-15, 25-18        |

##### Classifica
| Pos. | Squadra  | Pt | G | V | P | SV | SP | Ratio | PF  | PS  | Ratio |
| ---- | -------- | -- | - | - | - | -- | -- | ----- | --- | --- | ----- |
| 1.   | Giappone | 9  | 3 | 3 | 0 | 9  | 1  | 9,000 | 248 | 193 | 1,284 |
| 2.   | Qatar    | 6  | 3 | 2 | 1 | 6  | 3  | 2,000 | 215 | 194 | 1,108 |
| 3.   | Bahrein  | 3  | 3 | 1 | 2 | 4  | 6  | 0,666 | 221 | 241 | 0,917 |
| 4.   | India    | 0  | 3 | 0 | 3 | 0  | 9  | 0,000 | 171 | 227 | 0,753 |

      Qualificata al girone E.
      Qualificata al girone G.

#### Girone B

##### Risultati
| 12 settembre 2021 Chiba Port Arena, Chiba Durata: 2h:06 - Spettatori: ?      | Thailandia | 2 - 3 | Pakistan   | 25-22, 23-25, 25-21, 23-25, 12-15 |
| 12 settembre 2021 Funabashi Arena, Funabashi Durata: 1h:18 - Spettatori: 134 | Iran       | 3 - 0 | Hong Kong  | 25-12, 25-18, 25-19               |
| 13 settembre 2021 Chiba Port Arena, Chiba Durata: 1h:23 - Spettatori: 108    | Hong Kong  | 1 - 3 | Pakistan   | 16-25, 26-24, 11-25, 12-25        |
| 13 settembre 2021 Chiba Port Arena, Chiba Durata: 1h:14 - Spettatori: 662    | Iran       | 3 - 0 | Thailandia | 25-17, 25-12, 25-18               |
| 14 settembre 2021 Chiba Port Arena, Chiba Durata: 1h:24 - Spettatori: ?      | Pakistan   | 0 - 3 | Iran       | 20-25, 19-25, 15-25               |
| 14 settembre 2021 Chiba Port Arena, Chiba Durata: 1h:51 - Spettatori: ?      | Thailandia | 3 - 1 | Hong Kong  | 25-22, 17-25, 29-27, 25-18        |

##### Classifica
| Pos. | Squadra    | Pt | G | V | P | SV | SP | Ratio | PF  | PS  | Ratio |
| ---- | ---------- | -- | - | - | - | -- | -- | ----- | --- | --- | ----- |
| 1.   | Iran       | 9  | 3 | 3 | 0 | 9  | 0  | MAX   | 225 | 150 | 1,500 |
| 2.   | Pakistan   | 5  | 3 | 2 | 1 | 6  | 6  | 1,000 | 261 | 248 | 1,052 |
| 3.   | Thailandia | 4  | 3 | 1 | 2 | 5  | 7  | 0,714 | 251 | 275 | 0,912 |
| 4.   | Hong Kong  | 0  | 3 | 0 | 3 | 2  | 9  | 0,222 | 206 | 270 | 0,762 |

      Qualificata al girone F.
      Qualificata al girone H.

#### Girone C

##### Risultati
| 12 settembre 2021 Funabashi Arena, Funabashi Durata: 1h:06 - Spettatori: 108 | Kuwait     | 0 - 3 | Cina       | 12-25, 16-25, 18-25               |
| 12 settembre 2021 Funabashi Arena, Funabashi Durata: 1h:12 - Spettatori: 95  | Australia  | 3 - 0 | Uzbekistan | 25-16, 25-19, 25-19               |
| 13 settembre 2021 Funabashi Arena, Funabashi Durata: 1h:10 - Spettatori: 100 | Uzbekistan | 0 - 3 | Cina       | 14-25, 18-25, 16-25               |
| 13 settembre 2021 Funabashi Arena, Funabashi Durata: 1h:10 - Spettatori: 100 | Australia  | 3 - 0 | Kuwait     | 25-21, 25-14, 25-9                |
| 14 settembre 2021 Funabashi Arena, Funabashi Durata: 1h:41 - Spettatori: 12  | Kuwait     | 3 - 1 | Uzbekistan | 29-27, 16-25, 25-21, 25-21        |
| 14 settembre 2021 Funabashi Arena, Funabashi Durata: 2h:14 - Spettatori: 52  | Cina       | 2 - 3 | Australia  | 27-25, 25-20, 21-25, 26-28, 12-15 |

##### Classifica
| Pos. | Squadra    | Pt | G | V | P | SV | SP | Ratio | PF  | PS  | Ratio |
| ---- | ---------- | -- | - | - | - | -- | -- | ----- | --- | --- | ----- |
| 1.   | Australia  | 8  | 3 | 3 | 0 | 9  | 2  | 4,500 | 263 | 209 | 1,258 |
| 2.   | Cina       | 7  | 3 | 2 | 1 | 8  | 3  | 2,666 | 261 | 207 | 1,260 |
| 3.   | Kuwait     | 3  | 3 | 1 | 2 | 3  | 7  | 0,428 | 185 | 244 | 0,758 |
| 4.   | Uzbekistan | 0  | 3 | 0 | 3 | 1  | 9  | 0,111 | 196 | 245 | 0,800 |

      Qualificata al girone E.
      Qualificata al girone G.

#### Girone D

##### Risultati
| 12 settembre 2021 Funabashi Arena, Funabashi Durata: 1h:21 - Spettatori: 95  | Taipei cinese  | 3 - 0 | Kazakistan     | 25-20, 25-22, 25-19        |
| 12 settembre 2021 Chiba Port Arena, Chiba Durata: 1h:20 - Spettatori: ?      | Arabia Saudita | 0 - 3 | Corea del Sud  | 18-25, 17-25, 20-25        |
| 13 settembre 2021 Funabashi Arena, Funabashi Durata: 1h:09 - Spettatori: 100 | Arabia Saudita | 0 - 3 | Taipei cinese  | 15-25, 16-25, 17-25        |
| 13 settembre 2021 Funabashi Arena, Funabashi Durata: 1h:18 - Spettatori: 100 | Corea del Sud  | 3 - 0 | Kazakistan     | 25-21, 25-17, 25-16        |
| 14 settembre 2021 Funabashi Arena, Funabashi Durata: 1h:24 - Spettatori: 20  | Kazakistan     | 0 - 3 | Arabia Saudita | 23-25, 21-25, 23-25        |
| 14 settembre 2021 Funabashi Arena, Funabashi Durata: 1h:50 - Spettatori: 59  | Taipei cinese  | 3 - 1 | Corea del Sud  | 23-25, 25-21, 25-20, 25-21 |

##### Classifica
| Pos. | Squadra        | Pt | G | V | P | SV | SP | Ratio | PF  | PS  | Ratio |
| ---- | -------------- | -- | - | - | - | -- | -- | ----- | --- | --- | ----- |
| 1.   | Taipei cinese  | 9  | 3 | 3 | 0 | 9  | 1  | 9,000 | 248 | 196 | 1,265 |
| 2.   | Corea del Sud  | 6  | 3 | 2 | 1 | 7  | 3  | 2,333 | 237 | 207 | 1,144 |
| 3.   | Arabia Saudita | 3  | 3 | 1 | 2 | 3  | 6  | 0,500 | 178 | 217 | 0,820 |
| 4.   | Kazakistan     | 0  | 3 | 0 | 3 | 0  | 9  | 0,000 | 182 | 225 | 0,808 |

      Qualificata al girone F.
      Qualificata al girone H.

### Seconda fase
| Girone E  | Girone F      | Girone G   | Girone H       |
| --------- | ------------- | ---------- | -------------- |
| Australia | Corea del Sud | Bahrein    | Arabia Saudita |
| Cina      | Iran          | India      | Hong Kong      |
| Giappone  | Pakistan      | Kuwait     | Kazakistan     |
| Qatar     | Taipei cinese | Uzbekistan | Thailandia     |

#### Girone E

##### Risultati
| 16 settembre 2021 Chiba Port Arena, Chiba Durata: 1h:33 - Spettatori: ?     | Qatar    | 3 - 0 | Australia | 25-20, 25-20, 25-21               |
| 16 settembre 2021 Chiba Port Arena, Chiba Durata: 1h:52 - Spettatori: 2 399 | Giappone | 1 - 3 | Cina      | 19-25, 29-27, 21-25, 19-25        |
| 17 settembre 2021 Chiba Port Arena, Chiba Durata: 2h:24 - Spettatori: 334   | Qatar    | 2 - 3 | Cina      | 26-28, 25-21, 28-26, 19-25, 10-15 |
| 17 settembre 2021 Chiba Port Arena, Chiba Durata: 1h:32 - Spettatori: 2 455 | Giappone | 3 - 0 | Australia | 25-23, 25-17, 25-23               |

##### Classifica
| Pos. | Squadra   | Pt | G | V | P | SV | SP | Ratio | PF  | PS  | Ratio |
| ---- | --------- | -- | - | - | - | -- | -- | ----- | --- | --- | ----- |
| 1.   | Giappone  | 6  | 3 | 2 | 1 | 7  | 3  | 2,333 | 238 | 229 | 1,039 |
| 2.   | Cina      | 6  | 3 | 2 | 1 | 8  | 6  | 1,333 | 328 | 309 | 1,061 |
| 3.   | Qatar     | 4  | 3 | 1 | 2 | 5  | 6  | 0,833 | 247 | 251 | 0,984 |
| 4.   | Australia | 2  | 3 | 1 | 2 | 3  | 8  | 0,375 | 237 | 261 | 0,908 |

      Qualificata alle semifinali per il primo posto.
      Qualificata alle semifinali per il quinto posto.

#### Girone F

##### Risultati
| 16 settembre 2021 Chiba Port Arena, Chiba Durata: 2h:03 - Spettatori: ?   | Pakistan | 1 - 3 | Taipei cinese | 20–25, 25–22, 23–25, 22–25 |
| 16 settembre 2021 Chiba Port Arena, Chiba Durata: 1h:22 - Spettatori: 677 | Iran     | 3 - 0 | Corea del Sud | 25–19, 25–18, 25–20        |
| 17 settembre 2021 Chiba Port Arena, Chiba Durata: 1h:26 - Spettatori: 157 | Pakistan | 3 - 0 | Corea del Sud | 25–23, 25–22, 25–14        |
| 17 settembre 2021 Chiba Port Arena, Chiba Durata: 1h:17 - Spettatori: 677 | Iran     | 3 - 0 | Taipei cinese | 25–10, 25–23, 25–11        |

##### Classifica
| Pos. | Squadra       | Pt | G | V | P | SV | SP | Ratio | PF  | PS  | Ratio |
| ---- | ------------- | -- | - | - | - | -- | -- | ----- | --- | --- | ----- |
| 1.   | Iran          | 9  | 3 | 3 | 0 | 9  | 0  | MAX   | 225 | 155 | 1,451 |
| 2.   | Taipei cinese | 6  | 3 | 2 | 1 | 6  | 5  | 1,200 | 239 | 252 | 0,948 |
| 3.   | Pakistan      | 3  | 3 | 1 | 2 | 4  | 6  | 0,666 | 219 | 231 | 0,948 |
| 4.   | Corea del Sud | 0  | 3 | 0 | 3 | 1  | 9  | 0,111 | 203 | 248 | 0,818 |

      Qualificata alle semifinali per il primo posto.
      Qualificata alle semifinali per il quinto posto.

#### Girone G

##### Risultati
| 16 settembre 2021 Funabashi Arena, Funabashi Durata: 1h:11 - Spettatori: 100 | India   | 3 - 0 | Kuwait     | 25-20, 25-20, 25-20 |
| 16 settembre 2021 Funabashi Arena, Funabashi Durata: 1h:14 - Spettatori: 100 | Bahrein | 3 - 0 | Uzbekistan | 25-19, 27-25, 25-19 |
| 17 settembre 2021 Funabashi Arena, Funabashi Durata: 1h:08 - Spettatori: 100 | India   | 3 - 0 | Uzbekistan | 25-19, 25-13, 25-22 |
| 17 settembre 2021 Funabashi Arena, Funabashi Durata: 1h:14 - Spettatori: 100 | Bahrein | 3 - 0 | Kuwait     | 25-21, 25-19, 25-19 |

##### Classifica
| Pos. | Squadra    | Pt | G | V | P | SV | SP | Ratio | PF  | PS  | Ratio |
| ---- | ---------- | -- | - | - | - | -- | -- | ----- | --- | --- | ----- |
| 1.   | Bahrein    | 9  | 3 | 3 | 0 | 9  | 0  | MAX   | 229 | 189 | 1,211 |
| 2.   | India      | 6  | 3 | 2 | 1 | 6  | 3  | 2,000 | 217 | 191 | 1,136 |
| 3.   | Kuwait     | 3  | 3 | 1 | 2 | 3  | 7  | 0,428 | 214 | 244 | 0,877 |
| 4.   | Uzbekistan | 1  | 3 | 0 | 3 | 1  | 9  | 0,111 | 211 | 247 | 0,854 |

      Qualificata alle semifinali per il nono posto.
      Qualificata alle semifinali per l'undicesimo posto.

#### Girone H

##### Risultati
| 16 settembre 2021 Funabashi Arena, Funabashi Durata: 1h:47 - Spettatori: 100 | Thailandia | 1 - 3 | Kazakistan     | 25-18, 23-25, 19-25, 22-25 |
| 16 settembre 2021 Funabashi Arena, Funabashi Durata: 1h:11 - Spettatori: 100 | Hong Kong  | 0 - 3 | Arabia Saudita | 12-25, 18-25, 19-25        |
| 17 settembre 2021 Funabashi Arena, Funabashi Durata: 1h:14 - Spettatori: 100 | Hong Kong  | 0 - 3 | Kazakistan     | 16-25, 21-25, 16-25        |
| 17 settembre 2021 Funabashi Arena, Funabashi Durata: 1h:46 - Spettatori: 100 | Thailandia | 1 - 3 | Arabia Saudita | 20-25, 25-20, 19-25, 22-25 |

##### Classifica
| Pos. | Squadra        | Pt | G | V | P | SV | SP | Ratio | PF  | PS  | Ratio |
| ---- | -------------- | -- | - | - | - | -- | -- | ----- | --- | --- | ----- |
| 1.   | Arabia Saudita | 9  | 3 | 3 | 0 | 9  | 1  | 9,000 | 245 | 202 | 1,212 |
| 2.   | Kazakistan     | 6  | 3 | 2 | 1 | 6  | 4  | 1,500 | 235 | 217 | 1,082 |
| 3.   | Thailandia     | 3  | 3 | 1 | 2 | 5  | 7  | 0,714 | 271 | 280 | 0,967 |
| 4.   | Hong Kong      | 0  | 3 | 0 | 3 | 1  | 9  | 0,111 | 194 | 246 | 0,788 |

      Qualificata alle semifinali per il nono posto.
      Qualificata alle semifinali per l'undicesimo posto.

### Fase finale

#### Finali 1º e 3º posto
|  | Semifinali | Semifinali    | Semifinali |                 |    | Finale   | Finale        | Finale |
|  |            |               |            |                 |    |          |               |        |
|  | 1E         | Giappone      | 3          |                 |    |          |               |        |
|  | 1E         | Giappone      | 3          |                 |    |          |               |        |
|  | 2F         | Taipei cinese | 1          |                 |    |          |               |        |
|  | 2F         | Taipei cinese | 1          |                 | 1E | Giappone | 0             |        |
|  |            |               |            |                 | 1E | Giappone | 0             |        |
|  |            |               |            |                 |    | 1F       | Iran          | 3      |
|  | 2E         | Cina          | 1          |                 |    | 1F       | Iran          | 3      |
|  | 2E         | Cina          | 1          |                 |    |          |               |        |
|  | 1F         | Iran          | 3          |                 |    |          |               |        |
|  | 1F         | Iran          | 3          | Finale 3° posto |    |          |               |        |
|  |            |               |            |                 |    |          |               |        |
|  |            |               |            |                 |    | 2F       | Taipei cinese | 0      |
|  |            |               |            |                 |    | 2F       | Taipei cinese | 0      |
|  |            |               |            |                 |    | 2E       | Cina          | 3      |

##### Semifinali
| 18 settembre 2021 Chiba Port Arena, Chiba Durata: 1h:54 - Spettatori: 1 053 | Cina     | 1 - 3 | Iran          | 22-25, 25-17, 22-25, 17-25 |
| 18 settembre 2021 Chiba Port Arena, Chiba Durata: 1h:59 - Spettatori: 2 414 | Giappone | 3 - 1 | Taipei cinese | 25-16, 22-25, 25-21, 25-20 |

##### Finale 3º posto
| 19 settembre 2021 Chiba Port Arena, Chiba Durata: 1h:09 - Spettatori: 1 147 | Taipei cinese | 0 - 3 | Cina | 17-25, 16-25, 17-25 |

##### Finale 1º posto
| 19 settembre 2021 Chiba Port Arena, Chiba Durata: 1h:53 - Spettatori: 2 544 | Giappone | 0 - 3 | Iran | 25-27, 22-25, 29-31 |

#### Finali 5º e 7º posto
|  | Semifinali | Semifinali    | Semifinali |                 |    | Finale 5º posto | Finale 5º posto | Finale 5º posto |
|  |            |               |            |                 |    |                 |                 |                 |
|  | 3E         | Qatar         | 3          |                 |    |                 |                 |                 |
|  | 3E         | Qatar         | 3          |                 |    |                 |                 |                 |
|  | 4F         | Corea del Sud | 0          |                 |    |                 |                 |                 |
|  | 4F         | Corea del Sud | 0          |                 | 3E | Qatar           | 3               |                 |
|  |            |               |            |                 | 3E | Qatar           | 3               |                 |
|  |            |               |            |                 |    | 4E              | Australia       | 0               |
|  | 4E         | Australia     | 3          |                 |    | 4E              | Australia       | 0               |
|  | 4E         | Australia     | 3          |                 |    |                 |                 |                 |
|  | 3F         | Pakistan      | 0          |                 |    |                 |                 |                 |
|  | 3F         | Pakistan      | 0          | Finale 7º posto |    |                 |                 |                 |
|  |            |               |            |                 |    |                 |                 |                 |
|  |            |               |            |                 |    | 4F              | Corea del Sud   | 0               |
|  |            |               |            |                 |    | 4F              | Corea del Sud   | 0               |
|  |            |               |            |                 |    | 3F              | Pakistan        | 3               |

##### Semifinali
| 18 settembre 2021 Chiba Port Arena, Chiba Durata: 1h:27 - Spettatori: 146 | Qatar     | 3 - 0 | Corea del Sud | 25-16, 32-30, 25-22 |
| 18 settembre 2021 Chiba Port Arena, Chiba Durata: 1h:31 - Spettatori: ?   | Australia | 3 - 0 | Pakistan      | 25-16, 26-24, 25-23 |

##### Finale 7º posto
| 19 settembre 2021 Chiba Port Arena, Chiba Durata: 1h:31 - Spettatori: 253 | Corea del Sud | 0 - 3 | Pakistan | 23-25, 15-25, 26-28 |

##### Finale 5º posto
| 19 settembre 2021 Chiba Port Arena, Chiba Durata: 1h:17 - Spettatori: 500 | Qatar | 3 - 0 | Australia | 25-21, 25-11, 25-23 |

#### Finali 9º e 11º posto
|  | Semifinali | Semifinali     | Semifinali |                  |    | Finale 9º posto | Finale 9º posto | Finale 9º posto |
|  |            |                |            |                  |    |                 |                 |                 |
|  | 1G         | Bahrein        | 3          |                  |    |                 |                 |                 |
|  | 1G         | Bahrein        | 3          |                  |    |                 |                 |                 |
|  | 2H         | Kazakistan     | 1          |                  |    |                 |                 |                 |
|  | 2H         | Kazakistan     | 1          |                  | 1G | Bahrein         | 2               |                 |
|  |            |                |            |                  | 1G | Bahrein         | 2               |                 |
|  |            |                |            |                  |    | 2G              | India           | 3               |
|  | 2G         | India          | 3          |                  |    | 2G              | India           | 3               |
|  | 2G         | India          | 3          |                  |    |                 |                 |                 |
|  | 1H         | Arabia Saudita | 0          |                  |    |                 |                 |                 |
|  | 1H         | Arabia Saudita | 0          | Finale 11º posto |    |                 |                 |                 |
|  |            |                |            |                  |    |                 |                 |                 |
|  |            |                |            |                  |    | 2H              | Kazakistan      | 3               |
|  |            |                |            |                  |    | 2H              | Kazakistan      | 3               |
|  |            |                |            |                  |    | 1H              | Arabia Saudita  | 0               |

##### Semifinali
| 18 settembre 2021 Funabashi Arena, Funabashi Durata: 1h:53 - Spettatori: 100 | Bahrein | 3 - 1 | Kazakistan     | 16-25, 25-23, 28-26, 25-22 |
| 18 settembre 2021 Funabashi Arena, Funabashi Durata: 1h:20 - Spettatori: 100 | India   | 3 - 0 | Arabia Saudita | 25-22, 25-22, 25-23        |

##### Finale 11º posto
| 19 settembre 2021 Funabashi Arena, Funabashi Durata: 1h:20 - Spettatori: 100 | Kazakistan | 3 - 0 | Arabia Saudita | 25-16, 25-20, 25-23 |

##### Finale 9º posto
| 19 settembre 2021 Funabashi Arena, Funabashi Durata: 2h:07 - Spettatori: 100 | Bahrein | 2 - 3 | India | 16-25, 23-25, 25-20, 25-23, 14-16 |

#### Finali 13º e 15º posto
|  | Semifinali | Semifinali | Semifinali |                  |    | Finale 13º posto | Finale 13º posto | Finale 13º posto |
|  |            |            |            |                  |    |                  |                  |                  |
|  | 3G         | Kuwait     | 2          |                  |    |                  |                  |                  |
|  | 3G         | Kuwait     | 2          |                  |    |                  |                  |                  |
|  | 4H         | Hong Kong  | 3          |                  |    |                  |                  |                  |
|  | 4H         | Hong Kong  | 3          |                  | 4H | Hong Kong        | 0                |                  |
|  |            |            |            |                  | 4H | Hong Kong        | 0                |                  |
|  |            |            |            |                  |    | 4G               | Uzbekistan       | 3                |
|  | 4G         | Uzbekistan | 3          |                  |    | 4G               | Uzbekistan       | 3                |
|  | 4G         | Uzbekistan | 3          |                  |    |                  |                  |                  |
|  | 3H         | Thailandia | 2          |                  |    |                  |                  |                  |
|  | 3H         | Thailandia | 2          | Finale 15º posto |    |                  |                  |                  |
|  |            |            |            |                  |    |                  |                  |                  |
|  |            |            |            |                  |    | 3G               | Kuwait           | 1                |
|  |            |            |            |                  |    | 3G               | Kuwait           | 1                |
|  |            |            |            |                  |    | 3H               | Thailandia       | 3                |

##### Semifinali
| 18 settembre 2021 Funabashi Arena, Funabashi Durata: 2h:12 - Spettatori: 100 | Uzbekistan | 3 - 2 | Thailandia | 28-26, 23-25, 25-19, 22-25, 20-18 |
| 18 settembre 2021 Funabashi Arena, Funabashi Durata: 2h:07 - Spettatori: 100 | Kuwait     | 2 - 3 | Hong Kong  | 18-25, 25-22, 21-25, 25-20, 14-16 |

##### Finale 15º posto
| 19 settembre 2021 Funabashi Arena, Funabashi Durata: 1h:44 - Spettatori: 100 | Kuwait | 1 - 3 | Thailandia | 16-25, 25-21, 23-25, 20-25 |

##### Finale 13º posto
| 19 settembre 2021 Funabashi Arena, Funabashi Durata: 1h:18 - Spettatori: 100 | Hong Kong | 0 - 3 | Uzbekistan | 20-25, 23-25, 21-25 |

## Classifica finale
| Pos | Squadra        | Rosa |
| --- | -------------- | --- |
|     | Iran           | Formazione: 1 Jelveh, 2 Ebadipour, 3 Abedini, 5 Toukhteh, 6 Mojarad, 7 Mosafer, 8 Hazratpour, 10 Salehi, 11 Kazemi, 12 Esfandiar, 13 Ramezani, 14 Karimi, 17 Esmaeilnezhad, 19 Gholipour, CT: Ataei |
|     | Giappone       | Formazione: 2 Onodera, 3 Fujii, 4 Ōtake, 5 Ōtsuka, 6 Yamauchi, 7 Takanashi, 9 Fukuyama, 12 Takahashi, 13 Oya, 14 Ishikawa, 15 Ri, 17 Ogawa, 19 Miyaura, 20 Yamamoto, CT: Nakagaichi                 |
|     | Cina           | Formazione: 2 Jiang C., 4 Zhang B., 5 Yang Y., 6 Yu Yu., 7 Yu Ya., 8 Yang T., 9 Li, 10 Liu, 11 Jiang Z., 15 Peng, 16 Zhang G., 18 Yuan D., 21 Miao, 22 Zhang J., CT: Wu                             |
| 4.  | Taipei cinese  | |
| 5.  | Qatar          | |
| 6.  | Australia      | |
| 7.  | Pakistan       | |
| 8.  | Corea del Sud  | |
| 9.  | India          | |
| 10. | Bahrein        | |
| 11. | Kazakistan     | |
| 12. | Arabia Saudita | |
| 13. | Uzbekistan     | |
| 14. | Hong Kong      | |
| 15. | Thailandia     | |
| 16. | Kuwait         | |

|  |  | Qualificata al campionato mondiale 2022 e al campionato asiatico e oceaniano 2023. |
|  |  | Qualificata al campionato asiatico e oceaniano 2023.                               |

## Premi individuali
| Premio                | Nome                | Squadra  |
| --------------------- | ------------------- | -------- |
| MVP                   | Saber Kazemi        | Iran     |
| Miglior palleggiatore | Javad Karimi        | Iran     |
| Miglior opposto       | Kento Miyaura       | Giappone |
| Miglior schiacciatore | Milad Ebadipour     | Iran     |
| Miglior schiacciatore | Yūki Ishikawa       | Giappone |
| Miglior centrale      | Aliasghar Mojarad   | Iran     |
| Miglior centrale      | Li Yongzhen         | Cina     |
| Miglior libero        | Mohammad Hazratpour | Iran     |